# 札馬戰役
札馬戰役（Battle of Zama），又譯“扎馬戰役”、“扎瑪戰役”，發生於公元前202年的北非札馬平原上，為第二次布匿戰爭的終戰，由羅馬人獲勝。

## 一手资源
布匿战争几乎所有方面的主要资料来源[注1]是历史学家波利比乌斯（约公元前200 –前118年） 公元前167年，他作为希腊人质被送往罗马。:20-21他的作品包括一本现已失传的军事战术手册:53，但他最著名的作品是公元前146年以后的《历史》。:20-21波利比乌斯的作品被认为在迦太基和罗马的观点之间具有广泛的客观性和中立性。波利比乌斯是一位分析历史学家，他尽可能地采访了他所写事件中双方的参与者。:55
在过去的150年里，波利比乌斯的叙述的准确性一直存在很大争议。现代历史学家认为波利比乌斯对他的赞助人和朋友小西庇阿的亲属给予了不适当的优待，人们普遍认为，他的说法基本上是表面的，现代资料中战争的细节很大程度上是基于对波利比乌斯说法的解释。:20-21现代历史学家安德鲁·库里认为波利比乌斯“相当可靠”；
克雷奇·钱皮恩将他描述为“一位消息灵通、勤奋且富有洞察力的历史学家”。波利比乌斯对第二次布匿战争的描述大多缺失，或者只以零碎的形式存在。:87
罗马历史学家李维的叙述严重依赖波利比乌斯，现代历史学家在波利比乌斯的叙述不存在的情况下使用了他的叙述。:87古典历史学家阿德里安·戈兹沃西说，李维的“可靠性经常受到怀疑”，:222历史学家菲利普·萨宾则提到李维“对军事的无知”。德克斯特·霍约斯将李维对扎马战役的描述描述为“与波比利乌斯的说法大相径庭”，他似乎并不完全理解。
其他后来的古代战争史也存在，尽管通常是零碎的或总结的形式。:21-23现代历史学家通常会考虑两位希腊作家阿庇安和卡西乌斯·狄奥在罗马时代的著作；约翰·拉曾比将他们描述为“明显远不如”李维。霍约斯在对扎马战役的描述中指责阿庇安做出了奇怪的发明；迈克尔·泰勒表示，这是“独特的”。但波利比乌斯的一些片段可以从他们的文本中恢复。:87希腊道德家普鲁塔克在他的《希腊罗马名人传》中写了几本罗马指挥官的传记。其他来源包括硬币、铭文、考古证据和重建的经验证据，如奥林匹亚斯号三列桨船。:23

## 背景

第二次布匿战争开战前的地中海地区

第一次布匿战争发生在公元前3世纪地中海西部的两个主要大国之间：迦太基和罗马。:82战争持续了23年，从公元前264年到公元前241年，迦太基人被击败。战事主要发生在地中海西西里岛及其周边水域和北非。:82
迦太基从公元前236年开始扩大其在伊比利亚（现代西班牙和葡萄牙）的领土，公元前226年与罗马签订了《埃布罗协议》，将埃布罗河确立为迦太基势力范围的北部边界。不久之后，罗马与埃布罗河以南的萨贡图姆（萨贡托）市签订了单独的联合条约。公元前219年，迦太基伊比利亚半岛事实上的统治者汉尼拔率领军队前往萨贡图姆，围攻、占领并洗劫了它。次年年初，罗马向迦太基宣战，开始了第二次布匿战争。:142-145
公元前218年，汉尼拔率领一支庞大的迦太基军队从伊比利亚半岛出发，穿过高卢地区，越过阿尔卑斯山，入侵意大利大陆。在接下来的三年里，汉尼拔在特雷比亚河战役、特拉西美诺湖战役和坎尼战役中给罗马人带来了沉重的失败。:377仅最后一次，就有至少67,500名罗马人被杀或被俘。历史学家托尼·尼亚科-德尔奥约将这些描述为“巨大的军事灾难”，:377布赖恩·凯里写道，这些灾难将罗马带到了崩溃的边缘。汉尼拔的军队在意大利征战了14年。:321
从公元前218年开始，伊比利亚半岛也发生了大规模的战斗。公元前210年，大西庇阿抵达伊比利亚，指挥罗马军队。:323在接下来的四年里，大西庇阿多次击败迦太基人，于公元前206年将他们赶出伊比利亚。:277-285迦太基在伊比利亚半岛的盟友之一是努米底亚王子马西尼萨，他在几场战斗中领导了一支轻骑兵部队。:330

## 罗马人的准备
公元前206年，大西庇阿离开伊比利亚半岛返回意大利。:285公元前205年初，西庇阿被选为执政官的高级职位，尽管他当时31岁，而执政的最低年龄是42岁。:99西庇阿已经预见到北非的入侵，在伊比利亚半岛时，他一直在与努米底亚领导人马西尼萨和西法克斯谈判。他未能赢得后者的支持，但与前者结盟。:285-286
罗马政界对入侵北非是否是一种过度的风险存在分歧。汉尼拔仍在意大利的土地上；迦太基人有可能进一步入侵，:286当汉尼拔最小的弟弟马戈·巴卡率领伊比利亚军队登陆利古里亚时，这一可能性很快就实现了；两栖入侵及其后勤跟进的实际困难相当大；公元前256年，当罗马人在第一次布匿战争中入侵北非时，他们遭受了巨大的损失，这使迦太基人重新焕发了活力。:286-287最终达成了妥协：西庇阿被授予西西里岛作为他的执政省，:194这是罗马人入侵迦太基本土的最佳地点，然后在后勤上支持它，并允许他根据自己的判断穿越非洲。:286然而，罗马人的承诺并不是全心全意的；西庇阿不能像往常一样为他的执政军征兵，而只能招募志愿者。:195
公元前216年，罗马在坎尼战败的幸存者组成了两个军团，被派往西西里岛。:218他们构成了罗马远征军的核心。:287现代历史学家估计战斗力为25000至30000人，其中90%以上是步兵。:100由于他的军团中有一半是新的志愿者，而且过去五年西西里岛没有发生过战斗，西庇阿制定了严格的训练制度。这从单个世纪的演习（罗马军队80人的基本机动部队）扩展到全军演习。这持续了大约一年。与此同时，西庇阿集结了大量的食物和物资，商船运输它和他的部队，由战舰护送运输船。:287-288
同样在公元前205年，西皮奥的副手、雷加图斯盖乌斯·拉埃柳斯率领的30艘罗马船只袭击了希波城周围的区域，收集了大量战利品和许多俘虏。:100迦太基人最初认为这是西庇阿及其全部入侵部队的预期入侵；他们急忙加强防御工事，并增加兵源。增援部队被送往马戈麾下，试图分散意大利罗马人的注意力。:194-195与此同时，在努米底亚，支持罗马人的马西尼萨和倾向于迦太基的西法克斯之间爆发了一场继承战争。拉埃柳斯在突袭期间与马西尼萨重新建立了联系。马西尼萨对罗马人花了多长时间才完成准备并在非洲登陆表示沮丧。:198-199

## 对阵双方

### 罗马
大多数罗马男性公民都有义务服兵役，并将担任步兵；富裕的少数民族提供了骑兵部队。从历史上看，在战争中，罗马人会组建两个军团，每个军团有4200名步兵，在某些情况下可能会增加到5000名，:23极少情况下更多（6200是有记录以来的最大数字）:287，以及300名骑兵。大约1200名步兵——更贫穷或更年轻的人，买不起标准军团的盔甲和装备——担任被称为轻步兵（velites）的标枪武装散兵；他们每人携带几支标枪、一把短剑和一个90厘米（3英尺）的盾牌，标枪从远处投掷。:48平衡兵装备了重装步兵，身穿盔甲、大盾牌和短刺剑。他们被分为三个等级，其中最前线的青年兵每人也携带两支标枪；第二排和第三排的壮年兵和后备兵分别使用了插入式长矛。一个标准规模的全兵力军团将拥有1200个轻步兵、1200个青年兵、1200名壮年兵、600名后备兵和300名骑兵。:22-25
军团分队和个人军团都在相对开放的秩序中作战。罗马的长期程序是每年选举两名男子担任高级地方法官，即政务官，在战争时期，他们将各自领导一支军队。一支军队通常由罗马军团与拉丁盟友提供的规模和装备相似的军团组成；盟军军团通常比罗马军团拥有更多的骑兵。:22-25到战争的这个阶段，罗马军队通常规模更大，通常由四个军团组成，两个罗马军团和两个由其盟友提供的军团，总共约有20,000人。入侵非洲的罗马军队由四个军团组成，每个军团都得到了前所未有的6200名步兵和300名骑兵的增援。现代历史学家估计，入侵的军队共有25000至30000人，其中可能包括2500名骑兵。:100戈兹沃西形容这支军队在离开西西里岛时“训练有素”。

### 迦太基
只有当迦太基城受到直接威胁时，迦太基公民才会在军队中服役。:9当他们这样做的时候，他们像全副武装的重步兵一样，手持长矛刺作战，尽管他们以训练不力和纪律不严而臭名昭著。在大多数情况下，迦太基招募外国人组成军队。许多人来自北非，他们经常被称为“利比亚人”。该地区提供了几种类型的战士，包括：配备大型盾牌、头盔、短剑和长刺长矛的近身步兵；标枪武装轻步兵散兵；携带长矛的近战突击骑兵（也称为“重骑兵”）；以及轻骑兵散兵，他们从远处投掷标枪，避免近距离战斗——后者通常是努米底亚人。):79-87
近距离的非洲步兵和公民民兵都以密集的方阵形式作战。:93有时，一些步兵会穿着缴获的罗马盔甲，尤其是那些与汉尼拔一起服役的步兵。伊比利亚和高卢都提供了经验丰富但没有装甲的步兵，他们会猛烈地冲锋，但如果战斗旷日持久，他们会选择中止战斗。投石兵经常从巴利阿里群岛招募。:8-9迦太基人还雇佣了战象；当时北非有非洲森林象。:9消息来源不清楚他们是否建造了载有战士的塔楼。

## 入侵行动

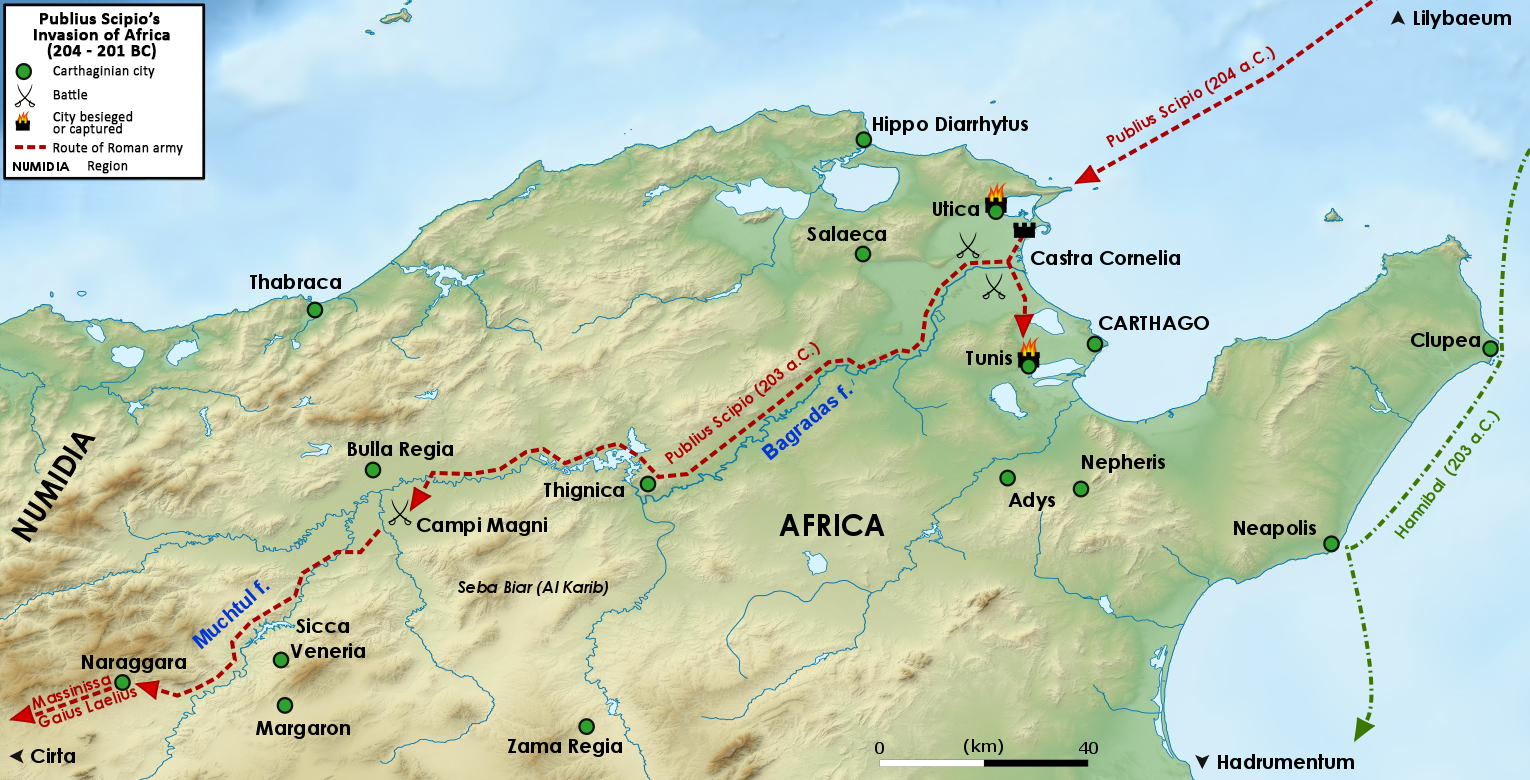
大西庇阿的入侵行动，前204-201年

公元前204年，大概在6月或7月，罗马军队离开西西里岛:103，三天后在迦太基大港口乌提卡以北20公里（12英里）的法里纳角登陆。:291迦太基侦察队被击退，该地区被掠夺。根据不同的消息来源，马西尼萨加入罗马人时带着200或2000人。马西尼萨刚被他的努米迪亚对手西法克斯击败，西法克斯决定采取行动支持迦太基。:290-292西庇阿想要一个更永久的基地和一个更能抵御冬季恶劣天气的港口，于是围攻了乌提卡。尽管罗马人的攻城车供应充足，但围城战仍在继续。:206经验丰富的指挥官哈斯德鲁巴·吉斯戈领导的迦太基军队和西法克斯领导的努米底亚军队在附近建立了单独的防御营地。这两支军队的规模尚不确定，但人们普遍认为，罗马人的人数远远超过了他们，尤其是在骑兵方面。:292-293罗马人最终从乌提卡撤退。:294双方都不愿进行激烈的战斗。:277

### 前203年的战斗
西庇阿派遣使者前往西法克斯，试图说服他倒戈。西法克斯反过来提出斡旋和平条款:292-293。随后，谈判各方进行了一系列交流，在此期间，西庇阿获得了有关努米底亚营地布局和建设的信息，以及努米底亚军队的规模和组成以及进出营地最频繁的路线。:277-278随着天气的好转，西庇阿为袭击乌提卡做了明显的准备。:278-279他在一天深夜率领军队出征，并将军队一分为二。:208一方对努米底亚营地发动夜袭，放火烧毁了他们的芦苇营房。在随后的恐慌和混乱中，努米底亚人被驱散，伤亡惨重。:105-106没有意识到发生了什么，当西庇阿用剩下的罗马人攻击迦太基人时，他们也感到惊慌失措。罗马人再次在黑暗中造成重大伤亡。:293-294哈斯德鲁巴带着2500名幸存者逃到了40公里（25英里）外的迦太基，被西庇阿追击。西法克斯带着几名骑兵逃脱，并在11公里（7英里）外重新集结。:106
当失败的消息传到迦太基时，人们陷入恐慌，一些人希望重启和平谈判。迦太基参议院也听取了关于召回汉尼拔军队的要求。他们决定利用当地可用资源继续战斗。:294一支由4,000名伊比利亚战士组成的部队抵达迦太基，哈斯德鲁巴召集了更多的当地部队，以增援乌提卡的幸存者；:162西法克斯保持忠诚，并与哈斯德鲁巴的剩余军队会合。:294-295联军估计有30,000人，他们在乌提卡战败后的30-50天内，在巴格拉达斯河畔被称为大平原的地区建立了一个强大的营地。:162
西庇阿立即率领他的大部分军队赶到现场。他的军队规模尚不清楚，但人数超过了迦太基人。:106经过几天的小规模战斗，两军终于进入会战。:295在受到罗马人和马西尼萨的努米底亚人的冲击后，那些在乌提卡溃败的迦太基人士气崩溃并转身逃亡。:333只有伊比利亚人坚持战斗。但他们还是被训练有素的罗马军团包围并被消灭。:295-296哈斯德鲁巴逃往迦太基，在那里他被降职并流放。
西法克斯撤退到他的首都基尔塔（现在的君士坦丁），在那里他招募了更多的部队来补充那些留在他身边的残兵。:334马西尼萨的努米底亚人在拉埃柳斯率领的部分罗马军队的陪同下追捕逃亡的同胞。:334军队在基尔塔战役中会师，西法克斯的军队最初占据了上风。:334但拉埃柳斯将罗马步兵送入战线，将西法克斯的军队击溃。:48西法克斯被俘:282，并被戴上镣铐在城墙下游行，这导致基尔塔向马西尼萨投降，马西尼萨随后接管了西法克斯王国的大部分地区，并将其并入自己的王国:212。西法克斯作为战俘被带往罗马，在那里死去。

## 汉尼拔的回归
西庇阿和迦太基进行了和平谈判:111。迦太基增强了其海军力量，并为可能的围攻战做好了准备。:334迦太基元老院从意大利召回了汉尼拔和马戈。:111公元前205年西庇阿占领了整个迦太基伊比利亚半岛后，马戈带着那些仍然忠诚的部队离开，驶向意大利北部的利古里亚:111，在那里他招募了高卢人和利古里亚人的援军。公元前203年，马戈进军山南高卢，试图将罗马人的注意力从北非转移出去，但在因苏布里亚战役中被击败。:286-287他的军队撤退，从热那亚驶向迦太基。马戈在航行中因伤去世，他的一些船只被罗马人拦截:312，但他的12000名士兵到达了迦太基。:289
公元前207年，在意大利征战12年后，汉尼拔的军队被迫撤退到意大利的“脚趾”布鲁蒂姆，在那里他们保持不败，但战果不佳。:304-305当被召回时，可用船只的数量有限意味着可以带走的马匹很少，许多新兵留在了意大利。:111-112汉尼拔的军队从克罗托内出发，在迦太基以南约140公里（87英里）的小莱普蒂斯登陆，有15,000至20,000名经验丰富的退伍军人。汉尼拔被任命为新军队的指挥官，并在哈德鲁梅图姆巩固了他的部队。:224

### 战前准备
罗马元老院批准了一项和平条约草案，但由于迦太基对罗马人的不信任和汉尼拔回归带来的信心，因此拒绝了该条约。:287-291罗马人进行了报复，有条不紊地占领了迦太基腹地迦太基人控制的城镇，并将其居民卖为奴隶，无论他们在受到攻击之前是否投降。西庇阿预料到，这些袭击会给迦太基人带来压力，迫使他们尽快派遣一支军队来面对他，而不是等到招募到最大兵力并得到充分训练。但他也面临着时间压力，因为他担心他在罗马参议院的政治对手可能会任命一位新的执政官来接替他。迦太基元老院一再命令汉尼拔从他在哈德鲁梅图姆的基地出发，与西庇阿的军队交战，但汉尼拔一直拖延到他得到西法克斯的一位亲戚领导的2000名努米底亚骑兵的增援——他们被认为是精锐部队。:216-218
汉尼拔正确地分析出罗马军队尚未由马西尼萨率领的努米底亚辅助部队加入，因此迦太基军队向内陆行进了五天，并在距离罗马军队仅3公里（1.9英里）的扎马镇不远的地方扎马驻扎。这种接近几乎保证了一场战斗的结果。当迦太基人在途中时，马西尼萨带着10,000名努米底亚人抵达罗马营地。:219战斗的地点通常（但并非普遍）被认为是西卡（现代的卡夫市）以南的德拉梅特南平原。:313-314

## 過程

### 参战人数
西庇阿在扎马指挥的人数鲜为人知。:336据估计，前一年有25,000至30,000人登陆非洲，没有任何来自意大利的增援记录。然而，目前尚不清楚守卫营地并继续围攻乌提卡的部队的兵力，也不清楚军团迄今为止参与的三场主要战役和几场小规模战斗中遭受的消耗程度。:221古代消息来源一致认为，罗马人得到了马西尼萨领导下的6000名努米底亚步兵和4000名骑兵的支持。古代历史学家阿皮安在事件发生350年后写道，努米底亚人的加入使军队总数达到34,500人，但现代历史学家并不接受这一说法。:301-302他们通常总共提供29,000:316或30,000，:219尽管奈杰尔·巴格诺尔认为有40,000人。:291其中，骑兵略多于6000。:221
阿皮亚提到，扎马战役中的迦太基军队由5万人组成；许多现代历史学家对此持怀疑态度:302，尽管有些人接受了附带条件。根据波利比乌斯的数据，大多数人给出了40,000人。其中，除了4000人外，其余都是步兵。汉尼拔的军队因缺乏运输空间而放弃了在意大利的马匹，马西尼萨击败西法克斯之后使努米底亚骑兵的供应几乎终结；因此，即使最近增加了2000名努米底亚人，迦太基人也只拿出了4000名骑兵。:115汉尼拔还部署了80头战象，这是西庇阿入侵后首次使用这些战象。汉尼拔推迟了寻求战斗的时间，以便他的军队有时间训练一支大象部队。在战争早期，意大利和伊比利亚半岛都曾部署过这样的部队。公元前218年，汉尼拔曾率领大象越过阿尔卑斯山。目前尚不清楚为什么迦太基不能在扎马战场或西庇阿入侵后的任何时候部署一支训练有素的战象部队。:279

### 布阵

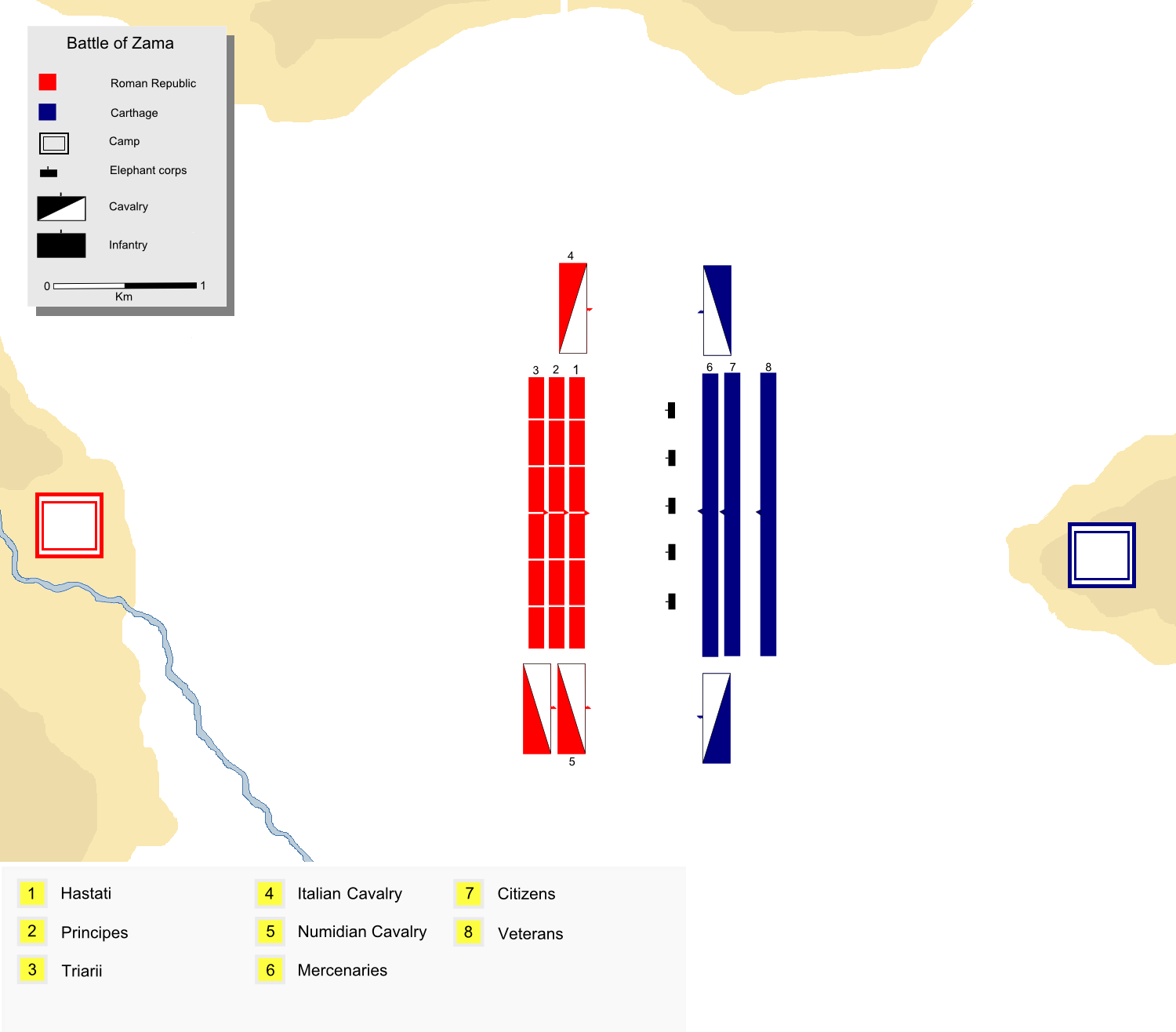
扎马战役布阵图，罗马（红）和迦太基（蓝）

罗马军队由位于中心的两个罗马军团的重步兵和两侧的盟军军团组成。:302像往常一样，青年兵与壮年兵一起组成了前线，然后是他们身后的后备兵。西庇阿没有按照通常的“棋盘”或梅花形阵型组织每个军团的小队——每个军团120人的基本罗马步兵机动部队，而是直接在每个青年兵小队后面安排了一个壮年兵小队。这留下了穿过罗马防线的宽阔大道，这些防线被罗马轻步兵占据。马西尼萨的4000名努米迪亚骑兵在步兵的右侧。拉埃柳斯率领1500名罗马和盟军骑兵驻扎在左翼。达卡马斯手下还有600名努米底亚骑兵，但尚不清楚他们是隶属于马西尼萨还是拉埃柳斯的部队。:221-222古代文献中没有说明6000名努米底亚步兵扮演了什么角色。现代的建议包括密切支持他们的骑兵，守卫罗马营地，作为散兵补充轻步兵，或者在军团的一侧组成近战步兵。:322
迦太基的部署反映了汉尼拔的指挥部由三支不同军队的幸存者组成的事实。汉尼拔还没有时间将他分配的部队整合到一个统一部署之下，因此他认为分开部署是最明智的。:303迦太基步兵和罗马人一样，位于中心位置。它的第一条队伍主要由马戈远征意大利北部失败的老兵组成。近战部队由伊比利亚人、高卢人和利古里亚人组成。在这些重步兵前方，是由巴利阿里投石手、摩尔弓箭手以及摩尔和利古里亚标枪手组成的轻步兵散兵。这支部队的总兵力为12,000人。在这些步兵前方是80头战象，它们沿着战线均匀分布，相距约30米（98英尺）。:291现代历史学家何塞·拉戈（José Lago）指出，迦太基轻步兵像往常一样被派到整个迦太基军队面前，包括大象面前，在军队集结的几个小时里完成布阵。:304
迦太基人和其他非洲人组成了第二线。他们要么是之前战役的幸存者，士气低落，要么是新招募的新兵，几乎没有受过训练。他们可能以近战步兵的身份作战；波利比乌斯将它们描述为采用方阵结构，但关于这一描述，现代存在争议。第二条战线的兵力尚不清楚，但现代历史学家有时认为有12,000人。:56汉尼拔从意大利带回的步兵在迦太基第二线后方约200米（700英尺）处。他们中的大多数是布鲁蒂亚人，但也包括一些非洲人和伊比利亚人，他们在17年前与汉尼拔一起离开了伊比利亚，以及公元前218年和217年在意大利北部招募的高卢人。他们都是久经沙场的退伍军人。:222现代历史学家对第三条线的估计有12,000人、:11615000-20000人:303或20000人:318。据信，迦太基人部署了大约4,000名骑兵。汉尼拔将努米底亚人部署在他的左翼，与马西尼萨的努米底亚人对峙；右边是另一支非洲骑兵。这些特遣队共有4,000名骑兵，其中有多少人尚不清楚，尽管拉曾比认为左翼的努米底亚人更强。:222

### 初始交锋
军队相互靠近，第一次交锋发生在迦太基左翼和罗马右翼，2000名或更多的支援迦太基的努米底亚骑兵和4000名（可能是4600名）站在罗马人一边的努米底亚骑兵。每支部队都派出分遣队向对方投掷标枪，然后撤退。拉曾比将这些小规模冲突描述为“杂乱无章”。汉尼拔随后命令他的80头大象向罗马步兵发起进攻，他的前两条战线全部向前推进以提供支援。:116-117现代历史学家雅各布·爱德华兹在一项关于汉尼拔在战争中使用大象的研究中，将他们在扎马的部署描述为“一种不明智的做法，偏离了以前使用的成功战术”。他认为，他们本可以更好地对抗侧翼的罗马骑兵，而不是直接向罗马步兵发起冲锋。汉尼拔可能认为大象会带来惊喜的战果，因为它们之前在战争中的使用是有限的。大多数现代记载中，大象站在迦太基步兵前面，:55但拉戈认为刚开始迦太基轻步兵站在整个迦太基军队前面:60，与对手发生小规模冲突，就像军队组建并准备开始战斗之前一样。:57拉戈认为，他们站在大象的前面和中间，保护大象免受罗马标枪的攻击，直到大象冲锋。:60
随着大象的前进，轻步兵向前移动到军队之间的空隙中，向大象投掷标枪，然后后退。:304随后，罗马重步兵吹响号角，并可能有节奏地用武器撞击盾牌——虚张声势。:293这对一些大象造成惊吓，左边的几头大象转身逃跑，越过了身后的步兵队伍。爱德华兹对战象如此容易惊慌失措表示惊讶，并再次表示，至少有一些动物“年轻且缺乏战斗经验”，这使它们“成为一种负担而非资产”。这些失控的大象践踏了支持迦太基的努米底亚骑兵，彻底扰乱了他们的秩序。:115马西尼萨利用这一情况下令冲锋。这击溃了混乱的骑兵，他们在马西尼萨部队的追击下逃跑了。:293
其余的大象大多在标枪阵雨中冲向罗马步兵，但还是被虚张声势的步兵和他们的号角吓坏了，大多数大象冲进了罗马人小队之间留下的宽阔缝隙。许多轻步兵在跑回大象面前，冲进重步兵队伍之间的空隙时被杀。他们从那里向大象的侧翼投掷标枪。那些出现在罗马军队后方的大象都受伤了，它们完全被切断并被猎杀。一些大象确实按计划冲入了青年兵队列，在那里它们造成了重大伤亡，随后被赶走了。这使得米尔·巴曼亚尔认为大象完成了汉尼拔对它们的期望。一些大象在向罗马左翼的青年兵冲锋时犹豫不决，并攻击他们旁边的骑兵，骑兵向大象投掷标枪。这些大象大多受了重伤，此时已经失去了乘员；那些能够逃跑的大象虽然避开了迦太基步兵的防线，但并没有避开右翼的迦太基骑兵。这支骑兵部队被失控的大象打乱了组织，和马西尼萨一样，拉埃柳斯命令他的骑兵利用这一机会冲锋。迦太基骑兵被赶出战场，罗马骑兵紧追不舍。:67

### 步兵交锋
随着战场上大象和骑兵的清除，罗马重步兵的三个队列和迦太基的前两个队列都向对方前进。迦太基的第三队——也就是汉尼拔的意大利老兵，仍然留在原地。两个前线队列热情而猛烈地相互冲锋，开始了一场激烈的近距离肉搏战。罗马人优越的武器和组织最终表明，尽管青年兵遭受了进一步的重大损失，但迦太基前线还是崩溃并逃离了。他们试图穿过迦太基的第二梯队，但这些人拒绝让他们通过；根据波利比乌斯的说法，前线的幸存者被迫从第二列的侧翼逃跑。其中许多人随后团结起来，通过扩大迦太基第二列的侧翼重新加入战斗。:70
青年兵尽管从大象和迦太基第一列部队那里伤亡，现在对迦太基第二列部队发动进攻。波利比乌斯认为，组成这支部队的迦太基人和其他非洲矛兵“以狂热和非凡的方式”作战。:222罗马人在混乱中被击退。巴赫马尼亚尔认为，在这个阶段，罗马的前锋几乎被打破。:71罗马人被迫将他们的第二条战线，也就是壮年兵投入战斗。:293-294B·H·李德哈特写道，即使是壮年兵也难以守住防线，但最终这种增援终于打破迦太基的第二条阵线；他们逃走了，青年兵紧追不舍。:306
巴赫马尼亚尔和戈兹沃西都认为这是迦太基第三列反击混乱的青年兵的良机，但汉尼拔没有这样做，因为他的第三列离前线很远，从前两线逃跑的迦太基人无意中阻止了一次干净的冲锋，而且第三列进攻的地面上到处都是尸体。:76根据波利比乌斯的说法，战列之间的缝隙“现在被鲜血、屠杀和尸体所覆盖……湿滑的尸体仍浸在鲜血中，堆成一堆”。巴格诺尔认为，迦太基第三列的撤退比古代资料所描述的更为深思熟虑和有序。:293泰勒认为，汉尼拔曾希望罗马人在这个阶段迅速推进追击，并为此准备了步兵包围。结果，西庇阿看到了潜在的陷阱，他的部队受到了足够的训练，遵照命令停止进一步的追击。:324-327

### 决胜点
罗马人吹响号角，召回追击中的青年兵，并改革了他们的战线。迦太基的第三列——汉尼拔的退伍军人，辅以第一、第二列的一些幸存者——比罗马编队更长，试图在两侧进行包抄。青年兵位于中心布阵，壮年兵和后备兵向两侧移动，形成一条更长的队伍。变阵发生时，停顿了很长时间。迦太基人利用这段时间召集了一些第一、第二列的部队，用他们来延长自己的战线。这使得罗马的近战步兵能够与迦太基第三条战列的长度相匹配，但相应地削薄他们的战列，阻止他们在战斗中使用习惯性的战术，即在战斗进行时将新的、不太疲惫的士兵送入战线。:324-326双方留存的重型步兵人数大致相等。大多数初始迦太基人的装备与他们所面对的罗马人相同。他们是有多年经验的老兵，他们还很有活力，当时尚未进入战斗。对应的罗马人都是退伍军人，有些人在坎尼作战，几乎所有人都参加了前一年的两场或三场重大胜利。许多罗马人对前两次激烈的战斗感到疲惫，但他们在这两次战斗中的胜利都会鼓舞他们的士气。:306-307
根据波利比乌斯的说法，经过令人满意的重组，两条战列相互冲锋，“以最大的火焰和愤怒展开”。:294战斗持续了一段时间，双方都没有取得优势。:125拉曾比将这场战斗描述为“一场残酷的战争”。:225此时，马西尼萨和拉埃柳斯指挥的骑兵随后返回战场，显然是在大致相同的时间。:307菲利普·萨宾表示，他们“来得正是时候”。迦太基步兵正在前线激战，无力阻止罗马骑兵冲入他们的后方。他们的防线直接崩溃，发生了一场大屠杀。:307汉尼拔是少数逃脱的迦太基人之一。:295

### 损失
波利比乌斯说，有2万名迦太基人被杀，同样多的人被俘，意味着迦太基部队几乎被全歼。他估计罗马人损失了1,500人。这占其总兵力的5%或更多；戈兹沃西认为这一死亡率是“胜利军队的重大损失，证明了艰苦的战斗”，整个战斗是“一场艰苦的对决”。受伤人数尚不清楚，尽管古代资料提到，在最后交战前的暂停期间，许多受伤的罗马士兵被抬到后方。:306-307至少有11头迦太基战象在战斗中幸存下来，并被罗马人俘虏。:125
汉尼拔和他的同伴抵达迦太基在哈德鲁梅图姆的主要基地，在那里他们召集了6,000名步兵和500名骑兵。汉尼拔认为数量太少，无法继续战争，并建议迦太基元老院尽其所能达成和平。:326-327

## 后续
罗马人洗劫了迦太基人的营地，西庇阿率领他的军团返回突尼斯。迦太基人再次要求和平。考虑到通过突袭或困死迦太基城来结束战争的困难，以及他持续担心自己可能会被取代指挥权，西庇阿决定与对方谈判。在此期间，西庇阿收到消息，西法克斯的儿子维尔米纳率领的努米底亚军队正在向迦太基进军。这被一支主要由骑兵组成的罗马部队拦截并包围，最终被击败。涉及的努米迪亚人的人数尚不清楚，但李维记录称，有16,000多人被杀或被俘。这是第二次布匿战争的最后一场战役。:296-297
罗马人随后强加给迦太基人的和平条约剥夺了他们的海外领土和一些非洲领土。50年内将支付1万塔兰同作为赔偿，需要送出人质，迦太基被禁止拥有战象，其舰队仅限于10艘战舰。只有在罗马明确允许的情况下，它才能在非洲或者非洲以外进行战争。许多迦太基元老想拒绝，但汉尼拔强烈支持协议，并于公元前201年春天被接受。从此，迦太基在政治上明显从属于罗马。:132西庇阿获得了胜利，获得了凯旋式和“非洲征服者”称号。:318

### 第三次布匿战争
马西尼萨利用禁止迦太基无法作战的禁令，一再突袭和夺取迦太基领土而不受惩罚。迦太基向罗马求助，罗马一直支持其努米底亚盟友。公元前149年，即第二次布匿战争结束50年后，迦太基派遣了一支由哈斯德鲁巴率领的军队，对抗马西尼萨（后者已经88岁）。这场战役在奥罗斯科帕战役中以迦太基惨败告终，而罗马的反迦太基派系以非法军事行动为借口，准备进行惩罚性远征。:407第三次布匿战争于公元前149年晚些时候开始，当时一支庞大的罗马军队在北非登陆并围攻迦太基。:341公元前146年春天，罗马人发动了最后的进攻，有计划地摧毁了这座城市并杀害了居民；:44150,000名幸存者被卖为奴隶。前迦太基领土被罗马吞并，并重建为罗马的阿非利加行省，乌提卡为首都。:443